# Lukács János (labdarúgó)
Lukács János (Mezőtelegd, 1946. november 1. – Nagyvárad, 2016. március 6.) romániai magyar labdarúgó, edző.
Lukács János szülővárosában (Mezőtelegd), a helyi csapatnál, a Forestierul Tileagdnál kezdte a pályafutását, majd 1965-ben az első osztályban szereplő Crișul Oradea csapatához került, ahol debütált az élvonalban.
145 élvonalbeli mérkőzésen lépett pályára a román bajnokságban, és 3 gólt szerzett az FC Bihor (a Crișul új neve 1972-től) színeiben. Az 1960-as és 1970-es években a román bajnokság egyik legerősebb védőjének számított, és az FC Bihor aranycsapatának tagja volt, olyan játékosokkal együtt, mint Kun Attila, Szűcs Árpád, Paul Popovici, Cornel Georgescu, Nicolae Florescu, Alexandru Nagy, Cornel Lupău vagy Alexandru Gergely.
1970–71-ben és 1974–75-ben tagja volt a másodosztályból az első osztályba feljutó csapatnak.
A 2000-es és 2010-es években meghatározó szerepet játszott az FC Partium csapatánál, melynek edzője volt.
Lukács Jánosnak három gyermeke született.[forrás?]

## Fordítás
Ez a szócikk részben vagy egészben  a   János Lukács című angol Wikipédia-szócikk ezen változatának fordításán alapul.  Az eredeti cikk szerkesztőit annak laptörténete sorolja fel. Ez a jelzés csupán a megfogalmazás eredetét és a szerzői jogokat jelzi, nem szolgál a cikkben szereplő információk forrásmegjelöléseként.